# Yuxia
Yuxia (kinesiska: 余下, 余下镇) är en köpinghuvudort i Kina. Den ligger i provinsen Shaanxi, i den nordvästra delen av landet, omkring 34 kilometer sydväst om provinshuvudstaden Xi'an. Antalet invånare är 60 000. Befolkningen består av 27 098 kvinnor och 32 902 män. Barn under 15 år utgör 12,0 %, vuxna 15-64 år 76 %, och äldre över 65 år 11,0 %.
Runt Yuxia är det tätbefolkat, med 442 invånare per kvadratkilometer. Yuxia är det största samhället i trakten. Trakten runt Yuxia består till största delen av jordbruksmark.
Genomsnittlig årsnederbörd är 669 millimeter. Den regnigaste månaden är september, med i genomsnitt 149 mm nederbörd, och den torraste är december, med 1 mm nederbörd.